# Décès en mars 1910
Décès
- 1906
- 1907
- 1908
- 1909
- 1910
- 1911
- 1912
- 1913
- 1914

Pour une information complémentaire, voir la page d'aide.

| Date     | Nom                  | Activités                                                   | Âge | Source |
| -------- | -------------------- | ----------------------------------------------------------- | --- | ------ |
| 1er mars | Asker-bey Adigozalov | Écrivain, acteur, journaliste et dramaturge azerbaïdjanais. | 52  | […]    |